# شهدخوار زیبا
شهدخوار زیبا (نام علمی: Cinnyris pulchella)؛ که پیشتر در سردهٔ Nectarinia قرار می‌گرفت) یک شهدخوار بومی مناطق گرمسیری آفریقا است و دامنهٔ آن از سنگال و گینه در غرب تا سودان، سودان جنوبی، اتیوپی و کنیا در شرق امتداد دارد.

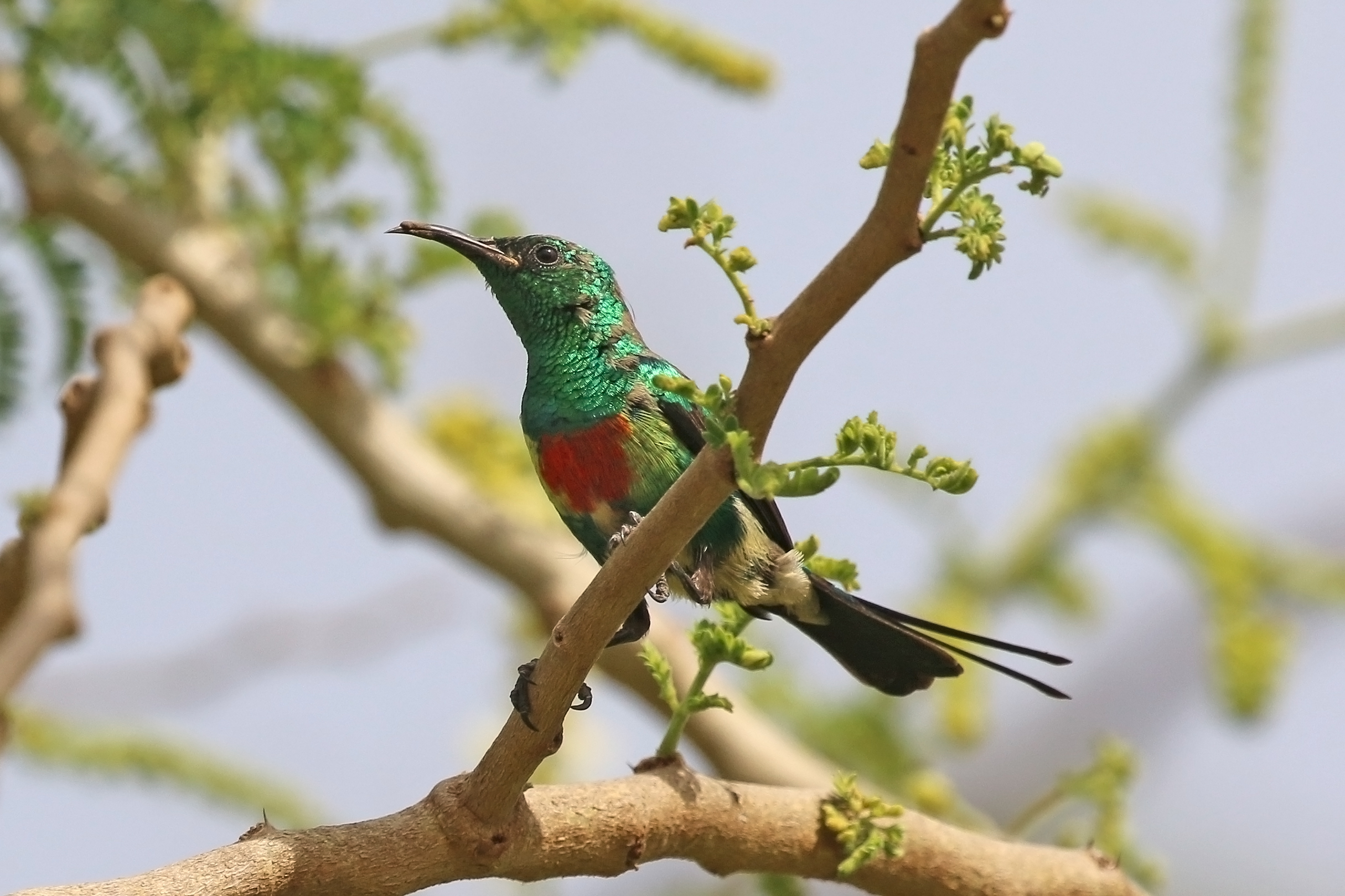
نر C. p. pulchellus گامبیا
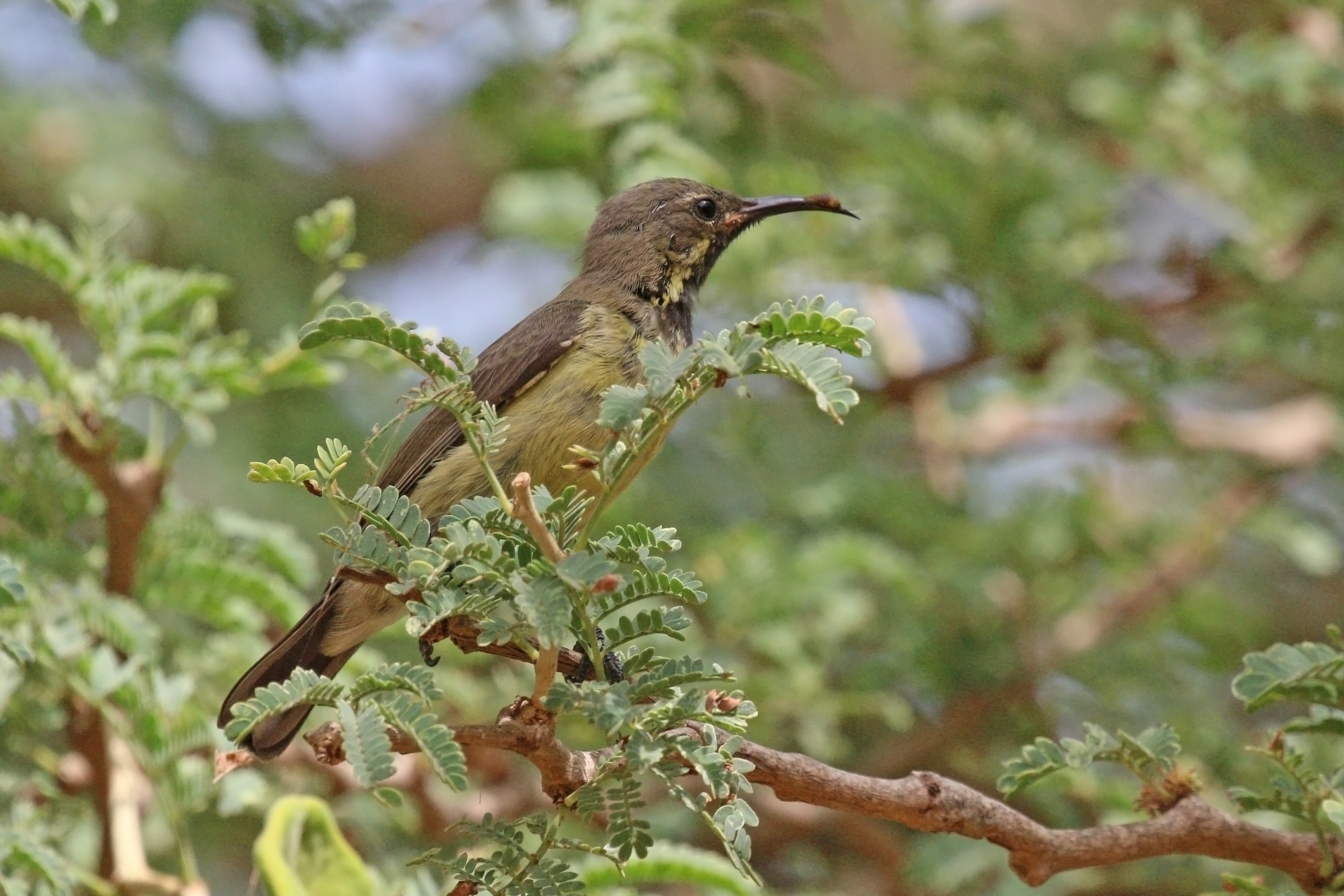
نوجوان C. p. pulchellus گامبیا
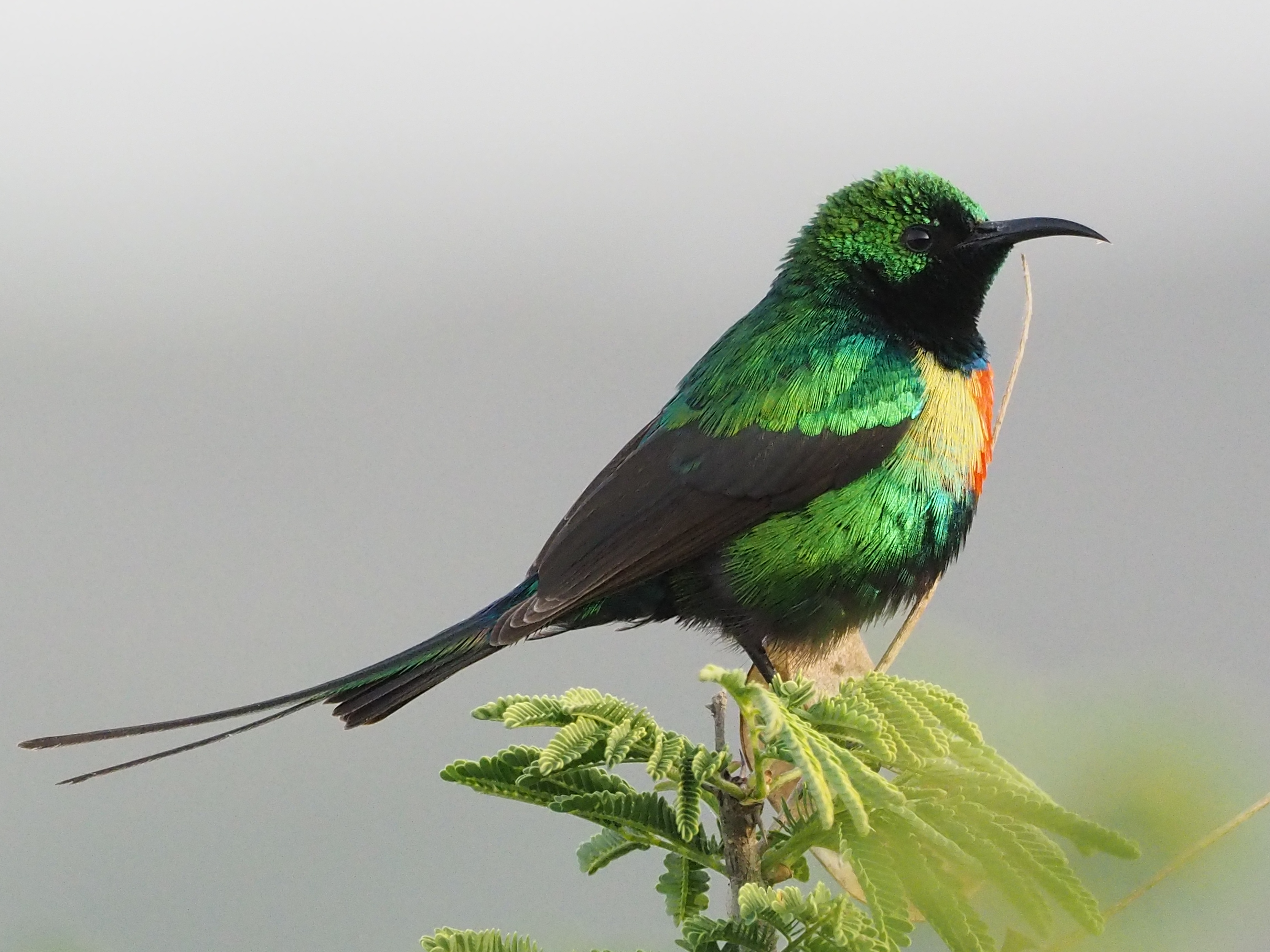
نر C. p. melanogastrus اتیوپی